# Matias Gonçalves de Oliveira Roxo
Matias Gonçalves de Oliveira Roxo, primeiro e único barão de Oliveira Roxo (Piraí, 12 de maio de 1852 — Rio de Janeiro, 23 de julho de 1922), foi um proprietário rural brasieiro.
Filho de Matias Gonçalves de Oliveira Roxo, primeiro barão de Vargem Alegre, e de Joaquina Clara de Morais; irmão de José Gonçalves de Oliveira Roxo, barão da Guanabara, de Luís Otávio de Oliveira Roxo, visconde de Vargem Alegre, e de Rita Clara de Oliveira Roxo, baronesa consorte de Santa Maria. Casou-se com sua sobrinha materna, Joaquina Clara Carneiro Leão, nascida em 1864 e falecida no Rio de Janeiro a 07-08-1945, filha de Nicolau Neto Carneiro Leão, barão de Santa Maria; tiveram sete filhos.
Era o caçula dos filhos do Barão de Vargem Alegre. Herdou deste a Fazenda Espuma, as margens do Rio Paraíba do Sul.
Recebeu o baronato por decreto de 13 de setembro de 1882.